# Mariä Himmelfahrt (Feldkirchen)
1. WEITERLEITUNG Mariä Himmelfahrt (Ainring-Feldkirchen)